# Чьеу Тхи Чинь
Чьеу Тхи Чинь (вьет. Triệu Thị Trinh, тьы-ном 趙氏貞, 225—248) — вьетка, в 19 лет возглавившая восстание против царства У, завоевавшего государство вьетов. Настоящее имя неизвестно. Считается автором слов: «Я готова оседлать ураган, усмирить злые волны, отсечь голову чудовищу из Южно-Китайского моря, изгнать вояк династии У, искоренить рабство, но не намерена гнуть спину в служанках или наложницах!».

## Имя
По-вьетнамски Чьеу Тхи Чинь называют «госпожой Чьеу» (Bà Triệu, 婆趙, ба чьеу), «дамой Чьеу» (вьет. Triệu Ẩu, тьы-ном 趙嫗, чьеу ау), Чьеу Чинь Ныонг (Triệu Trinh Nương, 趙貞娘).
Первый из двух основных источников информации о ней — Полное собрание исторических записок Дайвьета, второй — историография династии Нгуен, Одобренное высочайшим повелением всеобщее зерцало вьетской истории, основа и частности. В обоих источниках её называют Чьеу Ау. На современный вьетнамский язык это переводится как «госпожа Чьеу» (Bà Triệu). Личное имя «Тхи Чинь» упомянуто в Краткой истории Вьетнама (книга, написанная в 1921 году Чан Чонг Кимом).

## Вьетнамские источники

### Старинные
В Полном собрании исторических записок Дайвьета, созданном в правление династии Ле о Чьеу говорится следующее:
«В 248 году люди провинции Кыутян (Cửu Chân, кит. трад. 九真, палл. цзючжэнь) снова атаковали башни, префектура восстала. Правитель У Лю Шань назначил человека по имени Лук Зан (Lục Dận, Лю Инь; также встречается имя Лук Тхыонг) наместником Зяоти. Зан прибыл в Зяоти, восставшие под давлением его авторитета сложили оружие, и мир вернулся. После этого незамужняя женщина из Кыутяна по имени Чьеу собрала людей, которые атаковали несколько территориальных подразделений. У Чинь были груди длиной три тхыока (1,2 метра), которые она завязывала на спине. Она часто воевала, сидя на спине боевого слона, в жёлтом одеянии и туфлях с загнутыми носками. После смерти она стала бессмертной».

### Современные
В Краткой истории Вьетнама о Чьеу Тхи Чинь пишут по-другому.
В Кыутяне нашлась женщина, которая организовала восстание против У. Она происходила из района Нонгконг (Nông Cống). Её родители умерли, когда она была ещё ребёнком, поэтому она жила со старшим братом по имени Чьеу Куок Зат. В двадцать лет Чьеу Тхи Чинь, с которой тогда жила ещё и жестокая невестка, убила последнюю и ушла в горы. Чьеу Тхи Чинь была сильной, храброй и умной, и в горах она смогла найти тысячу последователей. Когда брат стал уговаривать её не восставать, упомянув возможность женитьбы, она сказала ему: «Я готова оседлать ураган, усмирить злые волны, отсечь голову чудовищу из Южно-Китайского моря, изгнать вояк династии У, искоренить рабство, но не намерена гнуть спину в служанках или наложницах!» (Tôi chỉ muốn cưỡi cơn gió mạnh, đạp luồng sóng dữ, chém cá kình ở biển Đông, đánh đuổi quân Ngô, giành lại giang sơn, cởi ách nô lệ, chứ không chịu khom lưng làm tì thiếp cho người!, 碎只㦖騎𩂀𩙍猛，踏蠪㳥㺞，斬𩵜鯨𣄒𤅶東，打𨆏軍吳，爭吏江山，𢶷軛奴隸，𠹲空𠺥𢐎𦡟爫婢妾㧣𠊛！).
В 248 году она восстала из-за жестокости У. Когда её армия соединилась с войском брата, солдаты избрали её командиром. В битвах она носила жёлтую одежду и ездила верхом на слоне. Она назвала себя генеральшей в золотом платье (Nhụy Kiều Tướng quân, нюи кьеу тыонг куан).
Наместник отправил войска против Чьеу Тхи Чинь, и 5—6 месяцев она билась с китайцами, пока не была разбита. Затем она бежала в Бодьен (Bồ Điền,  современный Путянь) и совершила самоубийство.
Позже Ли Нам Де, император династии Ли, стал восхвалять Чьеу Тхи Чинь, приказав построить храм в её честь и наградить её титулом «Благороднейшая героиня-девственница» (Bật chính anh hùng tài trinh nhất phu nhân, Бат тинь ань хунг тай чинь нят фу нян).

## Другие источники
В книге профессора Девида Марра Vietnamese Tradition on Trial, 1920—1945 история рассказана следующим образом: 2,7-метровая Чьеу с 90-сантиметровыми грудями, голосом напоминающим звон храмового колокола, могла съесть несколько десятков килограммов риса и пройти 500 лиг за день. Кроме того, она была настолько прекрасна, что в неё влюблялись все мужчины. После ссор она убила свою сестру, собрала армию и напала на китайцев.
После того, как она сказала в ответ брату, что лучше оседлала бы бурю, чем занималась неквалифицированным домашним трудом, он решил присоединиться к ней. Поначалу китайцы недооценивали Чьеу Тхи Чинь из-за того, что она была женщиной, но после нескольких сражений начали бояться её. В одной из битв китайский военачальник приказал солдатам раздеться догола и поднять клубы пыли. Чьеу Тхи Чинь отступила от отвращения, её армия была разбита, и ей пришлось совершить самоубийство.
После смерти Чьеу Тхи Чинь продолжила преследовать китайского военачальника, он смог защититься, лишь развесив над дверью сто пенисов. Три века спустя Чьеу Тхи Чинь продолжала помогать вьетам в борьбе против китайцев. При Ли ей присвоили множество титулов, а когда при Ле официальной религией государства вьетов стало неоконфуцианство, множество учёных стали пытаться ввести культ Чьеу Тхи Чинь в рамки этого философского направления, однако он выжил.

## Отличия во вьетнамских и китайских источниках
В китайских источниках о Чьеу Тхи Чинь не упоминается. Все данные о ней взяты только из вьетнамских летописей, созданных во время или после царствования в Китае династии Мин. К примеру, в Сань-го чжи о восстании упоминается вскользь. Говорится, что Ли Инь (кит. 陸胤), получивший титул наместника, 3000 недовольных домов усмирил словами, а остальные 50 000 — подарками.
Профессор Кейт Тейлор объясняет разницу так:
В китайских летописях Чьеу Тхи Чинь не упоминается; все известные нам сведения о ней исходят из вьетнамских источников. Отсюда ясно, что события 248 года запомнились сторонам по-разному: китайцы записали только свой успех в подкупе лидеров восстания дарами и обещаниями. Восстание госпожи Чьеу было для них лишь упрямым варварством, которое, естественно, было искоренено, и исторического интереса не представляло. С другой стороны, вьеты помнили госпожу Чьеу и восстание как самое важное событие тех времён. Традиционный образ Чьеу — выдающаяся, но человечная предводительница, перебрасывающая свои груди через плечо и вступающая в битву на слоне — передавался из поколения в поколения. После смерти духу Чьеу Тхи Чинь стали поклоняться. Мы знаем о ней лишь потому, что её запомнил народ.

## Влияние
Восстание Чьеу было последним женским восстанием. С его окончанием лаквьетские идеалы пришли в упадок.
Чьеу Тхи Чинь воздаются почести по всей стране, в её честь названо множество улиц. Существует колыбельная со словами:

Спи спокойно, сынок,

Дай уйти на часок.

Дай взглянуть, как, воссев на слоне боевом,

Бьётся геройски Ба Чьеу с врагом!
— Мхитарян С. А. История Вьетнама. — М.: «Наука», 1983. — 302 с. — 5000 экз.